# Мозяков, Виталий Владимирович
Вита́лий Влади́мирович Мозя́ков — генерал-лейтенант юстиции, прокурор, сотрудник администрации президента России (2005 — 2008).

## Биография
Родился 21 октября 1951 года. В 1969 — 1971 годах работал инспектором отдела кадров Ленинградского районного отдела внутренних дел города Ленинграда. Окончил юридический факультет Ленинградского государственного университета в 1975 году. На факультете учился вместе с Владимиром Путиным.
После окончания университета работал в Куйбышевской районной прокуратуре г. Ленинграда, в Ленинградской областной прокуратуре по надзору за соблюдением законности в учреждениях ГУИН, в органах МВД.
Возглавлял спецпрокуратуру г. Санкт-Петербурга, занимался уголовными делами о преступлениях на территории объектов с особым режимом секретности. С 1992 года занимал должность прокурора Санкт-Петербурга по надзору за соблюдением закона при исполнении уголовных наказаний.
Заместитель министра внутренних дел России, Начальник Следственного комитета при МВД России с 3 апреля 2001 года по 28 февраля 2005 год.
Осуществлял общую редакцию книги «Руководство для следователей», изданную издательством «ЭКЗАМЕН» в 2005 году.
В феврале 2005 года покинул пост руководителя комитета и стал помощником главы администрации Президента России в 2005 — 2008 годах Сергея Собянина.